# دار السعادة
دار السعادة أو دار السعد، هو قصر ملكي يقع في صنعاء، اليمن. يقع بالقرب من مسجد قبة المتوكل في ميدان التحرير بوسط المدينة.
اليوم يضم القصر المتحف الوطني اليمني.